# Metallischer Grabkäfer
Der Metallische Grabkäfer oder Metallische Schulterläufer (Pterostichus burmeisteri) ist ein Käfer aus der Familie der Laufkäfer (Carabidae).

## Merkmale
Die Käfer erreichen eine Körperlänge von 12 bis 14,5 Millimetern. Ihr Körper glänzt in der Regel metallisch kupferfarben, nur selten gibt es goldgrüne oder blauviolette Individuen. Die Deckflügel (Elytren) sind sehr glatt und nur fein längsgestreift. Im dritten Zwischenraum finden sich zwei bis drei, meist schwer zu erkennende Porenpunkte. Die Beine und Fühler sind braun gefärbt. Die Unterseiten der Tarsen sind behaart.

## Vorkommen
Die Tiere kommen in Mitteleuropa, östlich bis zum Balkan vor. Sie fehlen in Nordeuropa, den Niederlanden und auf den Britischen Inseln und leben in Wäldern des Bergvorlands und des Gebirges. Sie fehlen in den Niederungen. Man findet sie unter Steinen, Holz und im Moos, aber auch auf Waldwegen. Die Imagines der neuen Generation schlüpfen im Herbst und überwintern. Sie sind lokal häufig bis sehr häufig zu finden, insbesondere auf Mergel-, Kalk-, oder Tonböden.